# Karl Berg (futbolista)
Karl Berg   (Saarbrücken, 12 de gener de 1921 - 25 de setembre de 2007) va ser un futbolista alemany que va jugar internacionalment amb la Selecció del Sarre.